# Umbro
Umbro est un équipementier sportif anglais fondé en 1924 à Wilmslow. Son siège social se situe à Manchester en Angleterre. 
Umbro fournit en équipements des équipes de football telles que le Pays de Galles, la Norvège, le Canada, la république d'Irlande ou encore des clubs comme le Gamba Ōsaka.
Umbro fut ou est le sponsor de grands joueurs tels Michael Owen, John Terry ou Andy Carroll, ou encore des compétitions officielles telle la Coupe de la Ligue française de football avec son ballon nommé « Prodige ».

## Histoire
Les frères Wallace et Harold Humphreys ont démarré leur activité en 1922 dans le village de Mobberley situé près de Wilmslow, au Bull's Head, un pub familial qui appartenait à leurs parents. Wallace et Harold choisissent un nom temporaire, celui d'«Humphreys Brothers Clothing». Ils travaillaient initialement dans l'arrière salle du pub avant de déménager deux ans plus tard dans un atelier à Wilmslow, une ville du sud de Manchester .
En 1924, pour la création officielle de l'entreprise, les deux frères choisissent le nom d'Umbro, une contraction d'Humphreys Brothers : Um d'Humphreys, Bro de Brothers. 
En 1930, Wallace et Harold crééent une nouvelle usine intiutlée Umbro Works sur la route de Water Lane à Wilmslow. Cette usine leur servira de base administrative et industrielle.
Plusieurs années plus tard, au début des années 1960, le siège quitte Wilmslow et s'installe à Wythenshawe, un district de la ville de Manchester.
En 1999, le siège et les bureaux d'Umbro sont transférés à Cheadle, une ville de la périphérie de Manchester.. 
Umbro est racheté par Nike le 23 octobre 2007 pour 409 millions d'euros afin d'étendre son influence en Europe et dans le football.
En octobre 2012, Nike vend Umbro au groupe américain Iconix Brand Group pour une somme avoisinant 230 millions de dollars. La marque anglaise est bien sûr très populaire, notamment dans le championnat de Premier League.
En juin 2013, soit 1 an après la cession à Iconix, le siège social de la marque déménage et quitte Cheadle pour s'installer dans le centre-ville de Manchester.

## Logo
Le logo de cette marque est constitué de deux losanges qui représentent les deux frères Humphrey fondateurs de la marque : le grand losange représente Wallace, qui est l'ainé, et le petit représente Harold, le cadet.

Historique des logos d'Umbro
1924-1930
années 1930
années 1960
années 1960
années 1970
années 1980
1992-1994
1994-1999
1999-2008
depuis 2008

## Équipementier officiel

### Football

#### Équipes nationales

##### Afrique
- Bénin
- Botswana
- Éthiopie
- Lesotho
- Namibie
- République démocratique du Congo

##### Amérique Centrale
- Aruba
- Salvador
- Guatemala

#### Clubs

##### Afrique
- Club Africain
- Étoile Sportive du Sahel
- El Mansoura
- Raja Club Athletic
- Hearts of Oak
- AFC Leopards
- Lioli Football Club
- Cape Town City
- Mufulira Wanderers
- Nkana Football Club
- Zanaco
- ZESCO United

##### Asie
- Melbourne Knights
- Ponta Leste
- Gamba Osaka
- FC Tokyo
- V-Varen Nagasaki
- Warriors FC
- PSM Makassar
- ATK
- Pahang
- Pachanga Diliman
- Seongnam FC
- Naft Maysan FC

##### Europe
- AFC Bournemouth
- Brentford[7]
- Burnley [8]
- Cambridge United FC [9]
- Derby County
- Emley
- Forest Green[10]
- Huddersfield Town
- Ipswich Town
- Luton Town
- West Ham United
- Lahti
- Castres olympique
- FC Lorient[11]
- SG Dynamo Dresde [12]
- St Patrick's Athletic
- Shelbourne
- Shamrock Rovers [13]
- Sligo Rovers
- Beitar Jerusalem
- Aalesunds
- FK Haugesund[14]
- Ranheim
- Heart of Midlothian
- Rayo Vallecano[15]
- Salamanca CF
- Elfsborg
- Degerfors IF
- MKE Ankaragücü

##### Amérique du Nord
- C.S. Herediano
- Club Deportivo Águila
- Alianza Football Club
- C.S.D. Municipal
- Club Deportivo Olimpia
- Leones Negros UdeG
- Club Puebla

##### Amérique du Sud
- Argentinos Juniors
- Atlético Tucumán
- Belgrano
- Lanús[16]
- Athletico Paranaense
- Fluminense
- Grêmio
- Santos
- Sport Recife
- Deportes Tolima
- Universidad Católica del Ecuador
- Cienciano
- Montevideo Wanderers
- Nacional

### Basketball

#### Clubs
- Galatasaray SK

### Handball

#### Clubs
- Étoile sportive du Sahel

### Volleyball

#### Clubs
- Étoile sportive du Sahel